# Megachile lorentzi
Megachile lorentzi là một loài Hymenoptera trong họ Megachilidae. Loài này được Friese mô tả khoa học năm 1911.